# Ян Творовський (Бучацький)
Ян Творовський (пол. Jan Tworowski; 1470/1474 — 1547) — польський шляхтич гербу Пилява, польний гетьман коронний (1509—1520).

## Життєпис
Військовому мистецтву навчався під керівництвом гетьмана литовського, князя Костянтина Острозького. Був діяльним, мав здатність швидко приймати рішення. Отримав звання ротмістра. Його кар'єрі сприяв гетьман великий коронний (1503—1515 рр.) Миколай Каменецький. Брав участь у поході війська Королівства Польського під керівництвом гетьмана М. Каменецького для захисту волоського воєводи Богдана ІІІ Сліпого від турків. Разом зі Станіславом Лянцкоронським (воєводою сандомирським) успішно відбив напад кримських татар на військо волоського воєводи Богдана ІІІ Сліпого. У 1509—1520 роках керував обороною поточною. Від 1511 р. мав спільно зі С. Лянцкоронським за ухвалою сейму контролювати Коломийське та Снятинське староства. У березні 1512 року, перед битвою під Лопушним, загін із 585 вершників під проводом Яна Творовського (стояв на схід від Кам'янця-Подільського, пильнуючи так званий Кучманський шлях, що вів на Поділля, згодом був відтятий татарами від решти коронних військ) спостерігав за 20 000 татар, які зимували біля Чорного Лісу, коло витоків Інгулу.
13 березня 1515 р. на чолі загону з 70 вершників у переможному бою з перекопськими татарами (близько 2000 осіб) не допустив нападу на Теребовлю (за даними С. Баронча, вершників було 40, витримали натиск добу, потім на підмогу прийшов загін Бучацького із 700 осіб, татар гнали аж до Меджибожа). 1516 р. разом з Марціном Каменецьким та Станіславом Лянцкоронським виграв бій у татарського чамбулу біля Теребовлі (за даними С. Баронча, біля Теребовлі вбито 800 нападників, біля Підгаєць —500).
Вів загін оборони поточної для участи в невдалій битві під Сокалем з кримськими татарами 2 серпня 1519 р.
Після одруження з Катажиною Бучацькою називав себе також дідичем Єзуполя.
Помер 1547 року в Бучачі. Був похований у крипті старого фарного костелу Бучача, За даними Шимона Старовольського, у Бучачі існував його надгробок (за Барончом, його поставив хтось із Бучацьких) з епітафією на позолоченій мідній таблиці:
Hic jacet Magnificus Dominus, D.Joannes Tworowski Palatinus Podoliae, Dux fueram bello, pedibus nunc calcor humanis Nec quicquam nisi me nunc benefacta juvant, Vivite ergo sic nati, ut vivatis Olympo, Terra iter ad coelum est, ad Stygiumque canem. Dispone domui tuae, quia morieris et memorare novissimaquia non pecabis. Anno Domini 1547.

### Посади
До 1509 року був гетьманом надвірним коронним. 1509 року — призначений польним гетьманом коронним, був ним до 1520 року (в розвідці Янаса, Клачевського, Куртики, Сохацької названий командувачем поточної оборони). Підчаший (1514) та підстолій (1519) галицький. 1519 року отримав посаду каштеляна кам'янецького[джерело?] (за Несецьким, згаданий на цьому уряді 1540 р.). Перед 18 квітня 1543 року, призначений воєводою подільським, перебував на посаді до 28 березня 1547 року.
Несецький подав, що був старостою бучацьким. Є відомості, що був також теребовлянським воєводою, які не підтверджені в розвідці Янаса, Клачевського, Куртики, Сохацької.

### Сім'я
Був двічі одружений: вперше — з НН. Ґоздзкою, вдруге — з Катажиною Бучацькою (близько 1526 року, за іншими даними, це був його єдиний шлюб). Дружина — дочка воєводи руського Якуба Бучацького. Віталій Михайловський називає її Катажиною Бучацькою на Барануві.
Став власником чи посідачем значних маєтностей Бучача внаслідок шлюбу, також засновником роду Бучацьких-Творовських. У шлюбі народилися:
- Ян Бучацький-Творовський — зять воєводи руського Миколая Сенявського[14]
- Миколай Бучацький-Творовський — подільський підкоморій, кальвініст, староста барський (1571—1588), зять М. К. Радзивіла (Чорного)[14]

За іншими даними його синами були:
- Анджей Бучацький-Творовський (або Творовський з Бучача) (бл. 1510), дружина — донька коронного гетьмана Миколая Сенявського Катажина[23]
- Ян Бучацький-Творовський (бл. 1520[24]) — тесть Станіслава Менжика.

Василь Ульяновський стверджував, що Ян мав дочку Беату — дружину Яна Кшиштофа Орлика (пом. 1592), прадіда гетьмана України Пилипа Орлика.

## Зауваги
1. ↑  У списках Янаса, Клачевського, Куртики, Сохацької вказано, що 28 березня 1547 згаданий ще як подільський воєвода → Urzędnicy podolscy XIV—XVIII wieków… — S. 145.
2. ↑  Можливо, звістка пов'язана з тим, що до Бучача в 1508 році — за даними Л. Городиського та І. Зінчишина[18] — зі зруйнованої татарми Теребовлі перевели ґродський (старостинський) суд
3. ↑  Називає його подільським воєводою, але, щоправда, Пилявою з Бучача, а не Яном Творовським чи Бучацьким.